# ليندا اولسون
ليندا اولسون (بالسويدية: Linda Olsson)‏ هي كاتِبة سويدية، ولدت في 1948 في ستوكهولم في السويد.